# Jane Jamieson
Jane Leanne Jamieson (* 23. Juni 1975 in Sydney) ist eine ehemalige australische Siebenkämpferin.
1995 kam sie bei den Weltmeisterschaften in Göteborg auf den 14. Platz und siegte bei der Universiade in Fukuoka. Bei den Olympischen Spielen 1996 in Atlanta belegte sie den 20. Platz.
1998 gewann sie Silber bei den Commonwealth Games in Kuala Lumpur. 1999 wurde sie im Fünfkampf Fünfte bei den Hallenweltmeisterschaften in Maebashi. Bei den Weltmeisterschaften in Sevilla gab sie auf.
Einem zehnten Platz bei den Olympischen Spielen 2000 in Sydney folgten Goldmedaillen bei der Universiade 2001 in Peking und bei den Commonwealth Games 2002 in Manchester.
Viermal wurde sie Australische Meisterin (1995, 1996, 1998, 2001).

## Bestleistungen
- Siebenkampf: 6354 Punkte, 17. September 1998, Kuala Lumpur
- Fünfkampf (Halle): 4490 Punkte, 5. März 1999, Maebashi